# タピオ (小惑星)
タピオ (1705 Tapio) は小惑星帯に位置する小惑星である。
1941年、リイシ・オテルマがフィンランドのトゥルクで発見した。

## 名称
フィンランドの民族叙事詩『カレワラ』に登場する森の精霊、タピオに因む。「タピオ」はフィンランドの男性名として広く使われている名前でもある。
命名は1980年4月の小惑星回報で公表された。同時に、オテルマが発見した他の小惑星 (1680) ペル・ブラーエや (1695) ヴァルベックの命名も行われている。